# 滝吉直樹
滝吉 直樹（たきよし なおき、1961年10月27日 - 2022年6月14日）は北海道出身の日本の柔道家。95kg超級の選手。現役時代は身長184cm。体重143kg。

## 経歴
東海大第四高校3年の時には金鷲旗で、後に95kg級で世界選手権2連覇を達成することになる1年後輩の須貝等とともに活躍して、初優勝をもたらした。さらに、インターハイの重量級でも優勝を飾った。新人体重別では3位だった。1980年には東海大学に進学すると、優勝大会では3度も優勝を果たした。3年の時には優秀選手にも選ばれた。講道館杯でも優勝を果たした。4年の時には講道館杯で2連覇を達成したが、無差別で争われる全日本学生選手権では決勝で天理大学3年の正木嘉美に敗れて2位だった。1984年には新日本製鐵の所属になると、世界学生では優勝を飾った(この大会は大会開催年の12月31日時点において29歳未満で、大学か大学院に在学しているか卒業して2年以内の選手には出場資格があるため、社会人でも出場可能)。1985年には全日本選手権で準決勝まで進むも、国士舘大学教員の斉藤仁に注意で敗れて3位だった。選抜体重別では決勝で斉藤に敗れるも2位となった。神戸で開催されたユニバーシアードの個人戦では準決勝で北朝鮮のファン・ジェキルに敗れて3位だったが、団体戦では優勝した。1986年から実業個人選手権で2連覇を果たした。1987年の選抜体重別では決勝で明治大学2年の小川直也に敗れた。

## 主な戦績
- 1979年 -　金鷲旗　優勝
- 1979年 -　インターハイ 重量級　優勝
- 1979年 -　新人体重別　3位
- 1980年 -　優勝大会　優勝
- 1981年 -　講道館杯　3位
- 1981年 -　新人体重別　3位
- 1981年 -　優勝大会　3位
- 1982年 -　講道館杯　優勝
- 1982年 -　優勝大会　優勝
- 1983年 -　講道館杯　優勝
- 1983年 -　選抜体重別　3位
- 1983年 -　優勝大会　優勝
- 1983年 -　全日本学生選手権　2位
- 1984年 -　正力国際　団体戦　2位
- 1984年 -　世界学生　個人戦　優勝　団体戦　2位
- 1985年 -　全日本選手権　3位
- 1985年 -　選抜体重別　2位
- 1985年 -　環太平洋柔道選手権大会　優勝
- 1985年 -　ユニバーシアード　個人戦　3位　団体戦　優勝
- 1986年 -　選抜体重別　3位
- 1986年 -　実業個人選手権　優勝
- 1987年 -　選抜体重別　2位
- 1987年 -　実業個人選手権　優勝

(出典、JudoInside.com)。